# William Baxter Collier Fyfe

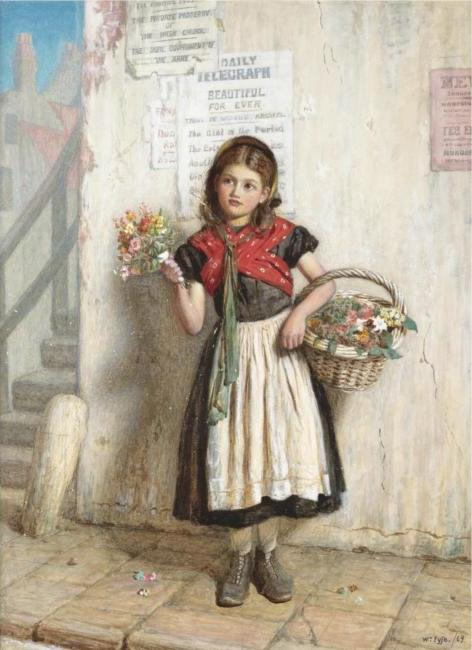
The flower girl, William Baxter Collier Fyfe

William Baxter Collier Fyfe (1836 — 1882) foi um pintor britânico, integrante do realismo.
Importante na sua época, a sua pintura retrata cenas e acontecimentos históricos e a vida quotidiana das classes mais precárias da sociedade londrina, metrópole na qual vivia com a sua família. Pintou ali uma das suas melhores obras: The flower girl, na tradução para português A vendedora de flores. Nesta obra Fyfe retrata a beleza de uma jovem vendedora de flores nas ruas de Londres.
A sua pintura é pautada pelas inspirações vitorianas, com grande recorrência a cores claras e límpidas, contrastantes com cores fortes e vibrantes, algo também típico do realismo britânico. Fez várias incursões à Escócia, onde realizou grande parte da sua obra. Morreu precocemente, com a idade de 46 anos.